# بیمارستان جان ردکلیف
بیمارستان جان ردکلیف (به طور غیررسمی با نام JR شناخته می‌شود) یک بیمارستان آموزشی بزرگ در آکسفورد، انگلیس است. این بیمارستان، به نام جان ردکلیف، پزشک سده هجدهم و دانش‌آموخته دانشگاه آکسفورد، که مکان پیشین بیمارستان ردکلیف، بیمارستان اصلی شهر آکسفورد از سال ۱۷۷۰ تا ۲۰۰۷ را وقف کرد، نام‌گذاری شده است.
این بیمارستان، مرکز آموزشی اصلی برای دانشگاه آکسفورد و دانشگاه آکسفورد بروکس است و دانشکده پزشکی دانشگاه آکسفورد را در خود جای داده‌است.